# Olga Milles
Olga Milles, née  Olga Granner, le 24 janvier 1874 à Leibnitz en Autriche et morte le 3 janvier 1967 à Graz, est une peintre et artiste autrichienne puis suédoise. Elle fut l'épouse du sculpteur Carl Milles. 

## Biographie
Née à Graz, en Autriche, le 24 janvier 1874, Olga Louise Granner est la fille du comptable Anton Granner et de son épouse Rosalia née Kornberger. Elle est l'un des quatre enfants de la famille. Grâce à son talent naturel pour la peinture, elle obtient à l'âge de 12 ans une bourse d'études à l'Académie d'art paysager (Landschaftliche Zeichenakademie), suivie de trois années à l'école d'art d'Anton Ažbe à Munich (1893-1895). Grâce aux revenus qu'elle tire de ses portraits de l'aristocratie autrichienne, elle peut, en 1889, se rendre à Paris où elle étudie pendant plusieurs années à l'Académie Colarossi.
Olga Milles, alors Olga Granner, a rencontré Carl Milles, son futur époux, quand ils étudiaient tous les deux l'art à Paris.
Elle a vécu, avec son époux, à Millesgården, qui est aujourd'hui un musée.
Après la mort de son mari, Olga Milles a vécu ses dernières années à Graz, où elle est morte en 1967, à 93 ans.